# Sueca United Football Club
El Sueca United Football Club és un equip de futbol amateur de Sueca, Ribera Baixa. Va ser fundat l'any 2001 per Pau Codina, i sempre ha jugat a la Segona Divisió Regional Valenciana. Juga els seus partits a un dels tres camps de futbol de Sueca, l'Estadi Antonio Puchades. Tanmateix, des de l'Ajuntament de Sueca han posat impediments perquè l'equip puga continuar gaudint de les instal·lacions.

## Esperit
Pau Codina, aleshores futbolista a l'equip de futbol de Montanejos, funda el Sueca United en abandonar el Montanejos, equip amb el qual no compartia la seua manera d'enfocar el futbol. El Sueca United naixia com un equip que permetera federar-se a jugadors que no tingueren oportunitat de jugar a altres equips.
L'equip té com inspiració els grups musicals de caràcter independent apareguts a la ciutat de Manchester durant els anys 80 (de l'estil conegut com a so de Manchester). L'altra identitat del club, a banda de la musical, és ideològica: el club es declara defensor del medi ambient, forma part de la plataforma ecologista Xúquer Viu i abans de cada partit entrega a l'equip rival, a l'àrbitre i al públic un manifest per a demanar als governs el compliment del Protocol de Kyoto, alhora que demanen a les autoritats locals la instauració de l'urbanisme verd.

## Equip
Per l'equip han passat diversos jugadors, alguns d'ells en tractament per drogodependència, i al planter de 2012 hi ha diversos aturats. Pel que fa als jugadors més veterans, a més del president, capità i entrenador Pau Codina hi trobem a Raúl Jiménez, vicari de l'església de Sant Pere Apòstol de Sueca, Pau Martínez, exconcursant al programa de televisió Sex Academy i al torero Gregorio De Jesús, propietari del Toro Ratón. En el planter hi ha jugadors entre 18 i 42 anys.

## Història
El Sueca United és considerat com un dels pitjors equips de l'estat, si no del món. En acabar la temporada 2011/2012, el Sueca United havia disputat 314 partits oficials, en els quals havia marcat 125 gols i n'havia rebut 2.830. A la temporada 2015-16 va batre el seu rècord en rebre 546 gols en contra (la temporada anterior "solament" en va rebre 499)
En la seua història sols ha guanyat en 3 partits oficials: un per 3-0 contra l'Alfarb en la temporada 2002/2003, un altre contra l'Atlètic Sueca (3-1, 2003/2004) i l'últim contra el Ciutat de Cullera (2-1, 2011/2012). Tots tres equips van desaparèixer en acabar la temporada en què el Sueca United els havia derrotat. Entre la segona i la tercera victòria de l'entitat van passar huit anys, un mes i deu dies, havent disputat 240 partits durant eixe període i havent patit 92 derrotes consecutives. En 2003 van rebre de mans de la federació la Copa a l'Esportivitat.